# Österreichische Alpine Skimeisterschaften 1986
Die Österreichischen Alpinen Skimeisterschaften 1986 fanden vom 13. bis zum 17. Februar in Haus im Ennstal und am Hochficht im nördlichen Mühlviertel statt.

## Herren

### Abfahrt
| Platz | Name              | Zeit        |
| ----- | ----------------- | ----------- |
| 01    | Erwin Resch       | 2:00,51 min |
| 02    | Peter Wirnsberger | 2:01,17 min |
| 03    | Roman Rupp        | 2:01,62 min |
| 04    | Helmut Höflehner  | 2:01,71 min |
| 05    | Armin Assinger    | 2:01,85 min |
|       | Rudolf Stocker    | 2:01,85 min |
| 07    | Bernd Simonlehner | 2:01,95 min |
| 08    | Stefan Niederseer | 2:01,98 min |
| 09    | Rudolf Huber      | 2:02,09 min |
| 10    | Patrick Ortlieb   | 2:02,23 min |

Datum: 13. Februar 1986

Ort: Haus

Streckenlänge: 3606 m

### Riesenslalom
| Platz | Name           | Zeit        |
| ----- | -------------- | ----------- |
| 1     | Helmut Mayer   | 2:35,20 min |
| 2     | Gerhard Lieb   | 2:36,58 min |
| 3     | Rudolf Stocker | 2:37,04 min |

Datum: 14. Februar 1986

Ort: Hochficht

### Slalom
| Platz | Name                | Zeit        |
| ----- | ------------------- | ----------- |
| 1     | Franz Gruber        | 1:53,28 min |
| 2     | Klaus Heidegger     | 1:53,33 min |
| 3     | Roland Pfeifer      | 1:53,40 min |
| 4     | Christian Orlainsky | 1:53,67 min |
| 5     | Robert Zoller       | 1:54,12 min |
| 6     | Dietmar Köhlbichler | 1:54,73 min |

Datum: 15. Februar 1986

Ort: Hochficht

### Kombination
Die Kombination setzt sich aus den Ergebnissen von Slalom, Riesenslalom und Abfahrt zusammen.
| Platz | Name                  | Punkte |
| ----- | --------------------- | ------ |
| 1     | Rudolf Stocker        | 065,08 |
| 2     | Bernhard Knauß        | 079,80 |
| 3     | Manfred Faschingbauer | 085,67 |
| 4     | Ernst Riedlsperger    | 090,25 |
| 5     | Joachim Buchner       | 104,77 |
| 6     | Johann Hofer          | 109,68 |

## Damen

### Abfahrt
| Platz | Name                | Zeit        |
| ----- | ------------------- | ----------- |
| 01    | Katharina Gutensohn | 1:45,42 min |
| 02    | Astrid Geisler      | 1:47,04 min |
| 03    | Ulrike Maier        | 1:47,19 min |
| 04    | Gabriele Rainer     | 1:47,36 min |
| 05    | Gudrun Arnitz       | 1:47,46 min |
| 06    | Barbara Sadleder    | 1:47,55 min |
| 07    | Andrea Salvenmoser  | 1:47,64 min |
| 08    | Adelheid Gapp       | 1:47,65 min |
| 09    | Ingrid Salvenmoser  | 1:48,36 min |
| 10    | Stefanie Schuster   | 1:48,73 min |

Datum: 13. Februar 1986

Ort: Haus

### Riesenslalom
| Platz | Name          | Zeit        |
| ----- | ------------- | ----------- |
| 1     | Sylvia Eder   | 2:00,41 min |
| 2     | Ulrike Maier  | 2:00,43 min |
| 3     | Birgit Eder   | 2:01,15 min |
| 4     | Anita Wachter | 2:01,29 min |
| 5     | Sigrid Wolf   | 2:01,46 min |
| 6     | Claudia Riedl | 2:01,71 min |

Datum: 17. Februar 1986

Ort: Hochficht

### Slalom
| Platz | Name             | Zeit        |
| ----- | ---------------- | ----------- |
| 1     | Anita Wachter    | 1:39,63 min |
| 2     | Adelheid Gapp    | 1:40,19 min |
| 3     | Roswitha Steiner | 1:40,33 min |
| 4     | Claudia Strobl   | 1:41,14 min |
| 5     | Ida Ladstätter   | 1:41,40 min |
| 6     | Manuela Rüf      | 1:41,71 min |

Datum: 16. Februar 1986

Ort: Hochficht

### Kombination
Die Kombination setzt sich aus den Ergebnissen von Slalom, Riesenslalom und Abfahrt zusammen.
| Platz | Name              | Punkte |
| ----- | ----------------- | ------ |
| 1     | Adelheid Gapp     | 040,64 |
| 2     | Elfriede Eder     | 126,53 |
| 3     | Gabriele Rainer   | 136,20 |
| 4     | Petra Kronberger  | 142,74 |
| 5     | Stefanie Schuster | 145,31 |
| 6     | Bozic             | 145,36 |